# Атлетико (футбольный клуб, Кали)
«Атле́тико» (исп. Atlético Fútbol Club) — колумбийский футбольный клуб, базирующийся в городе Кали, в департаменте Валье-дель-Каука. Клуб был основан в 2005 году и выступает в Примере B.

## История
Образованный в 2005 году клуб «Депор» первоначально базировался в городе Картаго, департамент Валье-дель-Каука. В последующие годы он переехал в Хамунди, и с 2006 по 2008 год играл в этом городе, но уже в 2009 году, испытывая финансовые трудности снова сменил свою дислокацию и переехал в один из районов города Кали. В 2016 году клуб сменил название на «Атлетико».
Матчи он проводит на Олимпийском стадионе Паскуаль Герреро, где играют свои домашние матчи более именитые «Депортиво Кали» и «Америка Кали».
Клуб не может пока похвастаться высокими достижениями ни в Примере B, ни в Кубке страны.